# Secure Remote Password
Le protocole Secure Remote Password ou SRP est un protocole utilisé en cryptographie. Parmi ses avantages, il permet de se passer d'une tierce partie de confiance, à l'opposé de Kerberos, pour réaliser une authentification asymétrique à l'aide de mots de passe.
Ce protocole est résistant aux attaques par dictionnaire, et est publié sous la licence libre BSD, ce qui permet d'éviter les problèmes liés aux brevets.

## Utilisation
Ce protocole est notamment utilisé par : 
- La bibliothèque Javascript Crypto, sous licence libre AGPL, utilisée par l'application web clipperz.
- La bibliothèque Srp-Hermetic qui permet de réaliser une authentification via AJAX, sous licence libre MIT.
- GNU Crypto fournit une version Java sous licence libre GNU GPL sous certains termes permettant l'utilisation avec des outils non libres.
- The Legion of the Bouncy Castle fournit une version Java et C# sous licence libre MIT.